# Anna Moezytsjoek
Anna Olegivna Moezytsjoek (Muzychuk), (Oekraïens: Ганна Олегівна Музичук) (Lviv), 28 februari 1990) is een in Oekraïne geboren schaakster. Sinds 2004 kwam ze uit voor Slovenië, sinds 2014 voor Oekraïne.
In 2004 werd ze grootmeester bij de vrouwen (WGM), in 2007 werd ze internationaal meester (IM) en in 2012 algemeen schaakgrootmeester (GM). In 2004 werd ze lid van de schaakfederatie in Slovenië, waar ze de sterkste vrouwelijke schaker werd. Ze was in juli 2012 de speelster met de op 2 na hoogste rating ter wereld (zie de lijst van sterkste schakers). 
Moezytsjoek speelde sinds 2004 aan het eerste bord voor het Sloveense team. In de 36e Schaakolympiade (2004) versloeg ze onder meer de voormalige wereldkampioene grootmeester Antoaneta Stefanova. In de 37e Schaakolympiade eindigde ze op een tiende plaats.
In 2010 eindigde ze in groep B van het Tata Steel-toernooi (voorheen Corus schaaktoernooi) als 10e met een score van 5½ uit 13 en een toernooi-rating van 2583.
Eveneens in 2010 won ze in de meisjesgroep het wereldkampioenschap schaken junioren.
In 2012 werd ze derde bij de vrouwen op het Europees kampioenschap schaken. 
In 2016 was ze de beste vrouw op het Gibraltar Chess Festival. 
In 2016 werd ze met het Oekraïense vrouwenteam derde op de in Bakoe gehouden 42e Schaakolympiade; ze speelde aan het eerste bord. 
In oktober 2017 werd ze in Monte Carlo Europees kampioene rapidschaak.
In 2016 werd ze tweemaal wereldkampioen, in de disciplines snelschaak en blitz, bij de vrouwen. In november 2017 maakte ze bekend dat ze in december haar titel niet wil verdedigen, omdat het toernooi in Riyad in Saoedi-Arabië wordt gespeeld, en ze door de organisatie verplicht wordt om met een abaya te spelen, en zich door een man te laten vergezellen bij verschijning in het openbaar.

## Persoonlijk leven
Ook haar jongere zus Maria is een grootmeester; zij werd in 2015 wereldkampioene bij de vrouwen.